# Dallas County, Arkansas
Dallas County är ett administrativt område i delstaten Arkansas, USA. År 2010 hade countyt 8 116 invånare. Den administrativa huvudorten (county seat) är Fordyce. 

## Geografi
Enligt United States Census Bureau har countyt en total area på 1 731 km². 1 729 km² av den arean är land och 2 km² är vatten.

### Angränsande countyn
- Grant County - nordöst
- Cleveland County - öst
- Calhoun County - sydöst
- Ouachita County - sydväst
- Clark County - väst
- Hot Spring County - nordväst